# シエナ・ノヴィコフ
シエナ・ノヴィコフ（ロシア語: Сиенна Новиков Sienna Novikov、2005年 - ）は、ロシア生まれの新体操選手・女優。

## 人物・来歴
ノヴィコフは6歳の時に新体操のチャンピオンとなり、その後もバレエやアーチェリー選手としても活躍している。映画『ローガン』で重要な役どころであるミュータント少女を演じるとされたが、実際にはダフネ・キーンが演じた。